# Найл Роджерс
Найл Грегорі Роджерс молодший (англ. Nile Gregory Rodgers Jr., нар. 19 вересня 1952) — американський продюсер, гітарист і композитор. Співзасновник гурту Chic написав, продюсував і виконав записи, продаж яких перевищив 500 мільйонів альбомів і 75 мільйонів синглів по всьому світу. Є членом Залу слави рок-н-ролу та Залу слави авторів пісень, а також лауреатом шести премій Греммі, у тому числі премії Греммі за життєві досягнення/особливі заслуги. У 2014 році Rolling Stone, відомі своїм стилем гри на гітарі, писали, що «повний розмах кар'єри Найла Роджерса все ще важко осягнути».
Створений як Big Apple Band у 1972 році з басистом Бернардом Едвардсом, Chic випустив свій однойменний дебютний альбом у 1977 році, що включав хіти «Dance, Dance, Dance (Yowsah, Yowsah, Yowsah)» і «Танцюють усі». Альбом 1978 року C'est Chic створив хіти «I Want Your Love» і «Le Freak», причому останній продав понад сім мільйонів синглів по всьому світу. Пісня «Good Times» з альбому Risqué 1979 року була синглом номер один у поп- і соул-чартах і стала одним з треків із найбільшою кількістю семплів усіх часів, «започаткувавши» хіп-хоп через «Sugarhill Gang» та «Реперську насолоду».
Разом з Едвардсом Роджерс написав і продюсував музику для інших виконавців, зокрема пісні «He's the Greatest Dancer» і «We Are Family» для Sister Sledge, а також «I'm Coming Out» і «Upside Down» для Даяни Росс. Після розпаду Chic у 1983 році Роджерс випустив кілька великих альбомів і синглів для інших виконавців, у тому числі Let's Dance Девіда Боуї, «Original Sin» групи INXS, Duran Duran «The Reflex» і «Notorious», а також «Madonna» «Like a Virgin». Пізніше працював з такими виконавцями, як The B-52's, Джефф Бек, Мік Джаггер, Грейс Джонс, The Vaughan Brothers, Браян Феррі, Крістіна Агілера, Леді Гага та Daft Punk, вигравши три премії Греммі у 2014 році за роботу над їхнім альбомом Random Access Memories.
У 2018 році Роджерс став співзасновником Hipgnosis Songs Fund, публічної інвестиційної компанії з музичної інтелектуальної власності.

## Раннє життя
Роджерс народився 19 вересня 1952 року в Нижньому Іст-Сайді, Нью-Йорк, у родині Беверлі Гудман. Вона народила Роджерса, коли їй було 14 років. Його біологічний батько, Найл Роджерс старший — мандрівний перкусіоніст, який спеціалізувався на афро-кубинських ритмах, — рідко був присутнім, коли Роджерс зростав. Хоча Роджерс і вплинув на його життя, він бачив свого батька лише кілька разів до його смерті у 1970 році. У 1959 році Гудмен вийшла заміж за Боббі Ґланзрока, якого Роджерс описав у своїй автобіографії 2011 року як бітника, доктора філософії, чиї спостереження мали такі точки зору, що змусили Майлза Девіса задуматися про його крутість". Річард Прайор, Телоніус Монк і Ленні Брюс часто відвідували їхній дім у Гринвіч-Вілледж. Гланзрок і Гудмен були залежними від героїну, а Роджерс почав вживати наркотики в 13 років.

## Кар'єра

### 1970-ті: Становлення Chic, «Le Freak», Sister Sledge
Роджерс познайомився з басистом Бернардом Едвардсом у 1970 році, коли працював гастролюючим музикантом для сценічного шоу «Вулиця Сезам». Разом вони створили The Big Apple Band і працювали бек-музикантами у вокальній групі New York City («I'm Doin' Fine Now»). Один хіт Нью-Йорка дозволив їм багато гастролювати, починаючи із The Jackson 5 під час американської частини їхнього першого світового туру у 1973 році. Гурт розпався після того, як їхній другий альбом не став хітом, але Найл і Бернард об'єднали зусилля з барабанщиком Тоні Томпсоном і працювали та записувалися як фанк-рок-гурт під назвою The Boys, що відігравав численні концерти на Східному узбережжі. Попри інтерес лейбла, звукозаписні компанії віддали групу після того, як виявили, що її учасники чорношкірі, вважаючи, що виконавців «чорного року» буде надто важко просувати.

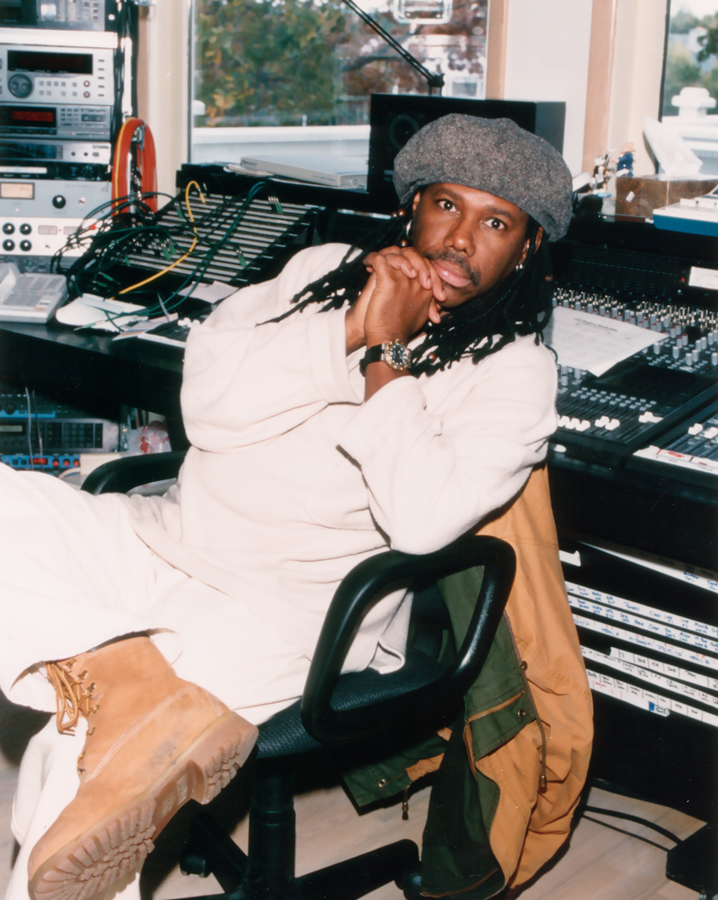
Найл Роджерс у своїй Le Crib Studios, 1999 рік

### 1980-ті: Даяна Росс, Девід Боуї, INXS, Мадонна, Дюран Дюран
Негативна реакція на дискотеці 1979 року вибила Chic з колії, і Едвардс пішов з роботи, тоді як Роджер приохотився до вживання наркотиків. Роджерс і Едвардс випустили свій останній альбом Atlantic за контрактом, Believer, у 1982 році. Завершили вони один зі своїх останніх спільних проєктів у 1980 році, написавши та спродюсувавши альбом Diana для Даяни Росс, який подарував такі хіти, як «Upside Down» і «I'm Coming Out». Вони продюсували сольний альбом Деббі Гаррі 1981 року «Ку-ку» та хіт «Spacer» для французької диско-групи Шейлі та Б. Девошн. У той же період пісня Chic «Good Times» була семплом на «Rapper's Delight» The Sugarhill Gang, першому багаторазово платиновому хіп-хоп-синглі. Пісня продовжувала впливати на звуки інших, у тому числі Queen (з хітом 1980 року «Another One Bites the Dust») і Blondie, яка мала хіт № 1 із «Rapture». Після розпаду Chic Роджерс випустив свій перший сольний альбом Adventures in the Land of the Good Groove.
Він тісно працював з Duran Duran над їхнім найбільш продаваним сінглом "The Reflex", продюсував "Wild Boys" з живого альбому 1984 року Arena та со-продюсував альбом Notorious.
У вересні 1990 року, невдовзі після смерті Стіві Рея Вогана, вийшов альбом Family Style, спродюсований Роджерсом, гурту Vaughan Brothers. Він продюсував проєкти для Девіда Боуї, Еріка Клептона, The B-52's, Девіда Лі Рота, Ріка Окасека, Stray Cats та інших на початку десятиліття, а також працював над саундтреками для «Тельма і Луїза», Cool World і The Beavis and Butt-head Experience.

### 2000-ті: саундтреки до фільмів і відеоігор, Фонд «Ми — сім'я».
На початку 2000-х років Роджерс інтенсивно працював над саундтреками до фільмів і відеоігор, включаючи Halo 2, Rush Hour 2, Snow Dogs, і Semi-Pro з Віллом Феррелом у головній ролі, який став співавтором титульної пісні «Love Me Sexy» з Роджерсом.
У 2002 році Роджерс повернувся до роботи з оригінальними п'ятьма учасниками Duran Duran, він був продюсером Astronaut. Альбом піднявся на 3 місце у Великобританії.

## Дискографія
Chic

### Альбоми
- Chic (1977)
- C'est Chic (1978)
- Risqué (1979)
- Real People (1980)
- Take It Off (1981)
- Soup for One (саундтрек, Chic/різні виконавці) (1982)
- Tongue in Chic (1982)
- Believer (1983)
- Chic-ism (1992)
- It's About Time (2018[40])

Сольні альбоми
- Adventures in the Land of the Good Groove (1983)
- B-Movie Matinee (1985)
- Chic Freak and More Treats (1996)

Outloud
- Outloud (1987)

Саундтреки
- Soup for One (1982)
- Alphabet City (1984)
- Coming to America (1988)
- Earth Girls Are Easy (1988)
- White Hot (1989)
- Beverly Hills Cop III (1994)
- Blue Chips (1994)
- Curdled (1996)
- Public Enemy (1999)
- Rise of Nations (2003) Гра
- Halo 2 Soundtrack (2004) Гра
- Conker: Live & Reloaded (2005) Гра[41]
- Perfect Dark Zero (2005) Гра
- Halo 3 Soundtrack (2007) Гра

Живі альбоми
- Live at the Budokan (1999)
- Up All Night (Chic, різні артисти) (2013)